# Pterygoma nasuta
Pterygoma nasuta är en insektsart som beskrevs av Melichar 1903. Pterygoma nasuta ingår i släktet Pterygoma och familjen Caliscelidae.
Artens utbredningsområde är Sri Lanka. Inga underarter finns listade i Catalogue of Life.